# Zielfinger Vogelsee
Das Gebiet Zielfinger Vogelsee ist ein mit Verordnung vom 15. Mai 1992 des Regierungspräsidiums Tübingen ausgewiesenes Naturschutzgebiet (NSG-Nummer 4.202) im Südwesten der baden-württembergischen Stadt Mengen und im Süden der Gemeinde Sigmaringendorf im Landkreis Sigmaringen in Deutschland.

## Lage
Das rund 45 Hektar große Naturschutzgebiet Zielfinger Vogelsee gehört naturräumlich zu den Donau-Ablach-Platten. Es liegt etwa 5,2 Kilometer südwestlich der Mengener Stadtmitte in der Gemarkung Rulfingen und 2,4 Kilometer südlich von Sigmaringendorf, auf einer Höhe von 571 m ü. NN.

## Beschreibung
Auf der offenen, 33 Hektar großen Wasserfläche tummeln sich verschiedene Taucher- und Entenarten, die in den Verlandungszonen mit Röhrichtbeständen sowohl Brutstätten wie auch Nahrungsreviere finden. Auf den vegetationslosen Schlick- und Kiesbänken sucht eine Vielzahl anderer Wasservögel nach Futter. Ein künstlich angelegtes Steilufer wurde vom Eisvogel zur Anlage seiner Niströhre ebenso akzeptiert wie ein Nistfloß von den Flussseeschwalben. Neben den Vögeln trifft man auch Amphibien, Libellen und viele Wasserinsekten in diesem von Menschenhand geschaffenen Lebensraum an.

## Schutzzweck
Wesentlicher Schutzzweck ist die Erhaltung des Zielfinger Baggersees als Brut-, Nahrungs- und Rastbiotop für zahlreiche Tierarten, insbesondere für Vögel, und als Lebensraum für viele Pflanzenarten.

### Partnerschutzgebiete
Das Naturschutzgebiet Zielfinger Vogelsee ist Teil des Vogelschutzgebiets „Baggerseen Krauchenwies/Zielfingen“ (7921401).

## Flora und Fauna

### Fauna

#### Insekten (Insecta)
Folgende, nach Familien sortierte, Insekten-Arten (Auswahl) sind im Gebiet Zielfinger Vogelsee erfasst:
- Edellibellen (Aeshnidae): Blaugrüne Mosaikjungfer (Aeshna cyanea), Braune Mosaikjungfer (Aeshna grandis), Große Königslibelle (Anax imperator) und Herbst-Mosaikjungfer (Aeshna mixta)
- Falkenlibellen (Corduliidae): Falkenlibelle (Cordulia aenea) und Glänzende Smaragdlibelle (Somatochlora metallica)
- Flussjungfern (Gomphidae): Westliche Keiljungfer (Gomphus pulchellus)
- Schlanklibellen (Coenagrionidae): Frühe Adonislibelle (Pyrrhosoma nymphula), Gemeine Becherjungfer (Enallagma cyathigerum), Große Pechlibelle (Ischnura elegans), Hufeisen-Azurjungfer (Coenagrion puella) und Pokaljungfer (Erythromma lindenii)
- Segellibellen (Libellulidae): Blutrote Heidelibelle (Sympetrum sanguineum), Feuerlibelle (Crocothemis erythraea), Gemeine Heidelibelle (Sympetrum vulgatum), Große Heidelibelle (Sympetrum striolatum), Großer Blaupfeil (Orthetrum cancellatum), Plattbauch (Libellula depressa) und Vierfleck (Libellula quadrimaculata)
- Teichjungfern (Lestidae): Gemeine Binsenjungfer (Lestes sponsa), Gemeine Winterlibelle (Sympecma fusca) und Weidenjungfer (Chalcolestes viridis)

#### Vögel (Aves)
Folgende, nach Familien sortierte, Vogelarten (Auswahl) sind im Gebiet Zielfinger Vogelsee erfasst:
- Ammern (Emberizidae): Schneeammer (Plectrophenax nivalis)
- Bartmeisen (Panuridae): Bartmeise (Panurus biarmicus)
- Beutelmeisen (Remizidae): Beutelmeise (Remiz pendulinus)
- Drosseln (Turdidae): Rotdrossel (Turdus iliacus)
- Eisvögel (Alcedinidae): Eisvogel (Alcedo atthis)
- Entenvögel (Anatidae): Bergente (Aythya marila), Brandgans (Tadorna tadorna), Eiderente (Somateria mollissima), Gänsesäger (Mergus merganser), Graugans (Anser anser), Höckerschwan (Cygnus olor), Knäkente (Anas querquedula), Kolbenente (Netta rufina), Krickente (Anas crecca), Löffelente (Anas clypeata), Mittelsäger (Mergus serrator), Moorente (Aythya nyroca), Pfeifente (Anas penelope), Reiherente (Aythya fuligula), Schnatterente (Anas strepera), Singschwan (Cygnus cygnus), Spießente (Anas acuta), Trauerente (Melanitta nigra) und Zwergsäger (Mergellus albellus)
- Falkenartige (Falconidae): Baumfalke (Falco subbuteo), Merlin (Falco columbarius) und Wanderfalke (Falco peregrinus)
- Finken (Fringillidae): Birkenzeisig (Carduelis flammea)
- Fischadler (Pandionidae): Fischadler (Pandion haliaetus)
- Fliegenschnäpper (Muscicapidae): Braunkehlchen (Saxicola rubetra) und Schwarzkehlchen (Saxicola rubicola)
- Habichtartige (Accipitridae): Korn- (Circus cyaneus), Rohrweihe (Circus aeruginosus) und Seeadler (Haliaetus albicilla)
- Ibisse und Löffler (Threskiornithidae): Löffler (Platalea leucorodia)
- Kormorane (Phalacrocoracidae): Kormoran (Phalacrocorax carbo)
- Lappentaucher (Podicipedidae): Haubentaucher (Podiceps cristatus), Ohrentaucher (Podiceps auritus), Rothalstaucher (Podiceps grisegena), Schwarzhalstaucher (Podiceps nigricollis) und Zwergtaucher (Tachybaptus ruficollis)
- Lerchen (Alaudidae): Heidelerche (Lullula arborea)
- Möwen (Laridae): Heringsmöwe (Larus fuscus), Lachmöwe (Larus ridibundus), Schwarzkopfmöwe (Larus melanocephalus), Silbermöwe (Larus argentatus), Sturmmöwe (Larus canus) und Zwergmöwe (Larus minutus)
- Rallen (Rallidae): Blässhuhn (Fulica atra), Teichralle (Gallinula chloropus), Tüpfelsumpfhuhn (Porzana porzana) und Wasserralle (Rallus aquaticus)
- Regenpfeifer (Charadriidae): Flussregenpfeifer (Charadrius dubius), Kiebitz (Vanellus vanellus), Kiebitzregenpfeifer (Pluvialis squatarola) und Sandregenpfeifer (Charadrius hiaticula)
- Reiher (Ardeidae): Nachtreiher (Nycticorax nycticorax), Rohrdommel (Botaurus stellaris), Seidenreiher (Egretta garzetta), Silberreiher (Ardea alba) und Zwergdommel (Ixobrychus minutus)
- Rohrsängerartige (Acrocephalidae): Drosselrohrsänger (Acrocephalus arundinaceus) und Schilfrohrsänger (Acrocephalus schoenobaenus)
- Säbelschnäbler (Recurvirostridae): Stelzenläufer (Himantopus himantopus)
- Schnepfenvögel (Scolopacidae): Alpenstrandläufer (Calidris alpina), Bekassine (Gallinago gallinago), Bruchwasserläufer (Tringa glareola), Dunkler Wasserläufer (Tringa erythropus), Flussuferläufer (Actitis hypoleucos), Großer Brachvogel (Numenius arquata), Grünschenkel (Tringa nebularia), Kampfläufer (Philomachus pugnax), Regenbrachvogel (Numenius phaeopus), Rotschenkel (Tringa totanus), Sichelstrandläufer (Calidris ferruginea), Temminckstrandläufer (Calidris temminckii), Uferschnepfe (Limosa limosa), Waldschnepfe (Scolopax rusticola), Waldwasserläufer (Tringa ochropus), Zwergschnepfe (Lymnocryptes minimus) und Zwergstrandläufer (Calidris minuta)
- Seeschwalben (Sternidae): Fluss-Seeschwalbe (Sterna hirundo), Lachseeschwalbe (Gelochelidon nilotica), Raubseeschwalbe (Hydroprogne caspia), Trauerseeschwalbe (Chlidonias niger), Weißbart-Seeschwalbe (Chlidonias hybrida), Weißflügelseeschwalbe (Chlidonias leucopterus) und Zwergseeschwalbe (Sternula albifrons)
- Seetaucher (Gaviidae): Eistaucher (Gavia immer), Prachttaucher (Gavia arctica) und Sterntaucher (Gavia stellata)
- Störche (Ciconiidae): Schwarzstorch (Ciconia nigra) und Weißstorch (Ciconia ciconia)